# Villanueva de Tapia
 Villanueva de Tapia  est une commune andalouse située dans la province de Malaga (Andalousie), située au nord-est de la Comarque Antequera.

## Géographie
La commune de Villanueva de Tapia, enclavée entre les provinces de Grenade et de Cordoue, est une des localités qui forment la comarque supérieure nommée Nororma (nord oriental de la province de Malaga). Le centre-ville se trouve à une altitude de 660 mètres d'altitude et à une distance de 67 kilomètres de Malaga. Les précipitations moyennes sous forme de pluie sont de 750 litres/m2 et la température moyenne annuelle est d'environ 16 °C.
La topographie de la région est constituée de plaine dédiées à l'arboriculture d'oliveraies pour l'oléiculture, et la culture de céréales. Des collines couvertes de pins et de sapins enserrent la commune. Autrefois ces collines étaient recouvertes de chênes verts utilisés pour la construction navale et le mobilier. Le plus haut mont appelé Sierra del Pedroso culmine à 1 025 m.
|                                | El Adelantado - 5 km | Fuente del Conde - 4 km |
| Villanueva de Algaidas - 10 km | Villanueva de Tapia  | Loja - 16 km            |
|                                | Archidona - 10 km    | Riofrío (es) - 11 km    |

## Démographie
| 1860 | 1877 | 1887 | 1900 | 1910 | 1920 | 1930 | 1940 | 1950 |
| ---- | ---- | ---- | ---- | ---- | ---- | ---- | ---- | ---- |
| -    | -    | -    | -    | -    | -    | -    | -    | -    |

| 1960 | 1970 | 1981 | 1991 | 2001 | 2008  | - | - | - |
| ---- | ---- | ---- | ---- | ---- | ----- | - | - | - |
| -    | -    | -    | -    | -    | 1 667 | - | - | - |

## Histoire
Quelques vestiges romains et maures subsistent, ce qui démontre que la municipalité a connu diverses civilisations. Les fouilles archéologiques dispersées ne nous donnent pas suffisamment d'éléments pour pouvoir dérouler un fil conducteur historique précis sur le passé de la ville. Les communes de Iznájar et Archidona, se référent à plusieurs documents datant du XVIe siècle, traitant des partages des terres lors de la conquête chrétienne, et réclament une partie des terres de la commune de Villanueva de Tapia. Il est à noter que les divisions de terre, s'étaient effectuées à partage égal entre ces trois communes en tenant compte des terres fertiles et pauvres. Certaines terres fertiles sous le règne de Philippe III d'Espagne, ont été achetées au XVIIe siècle, par le sieur Pedro de Tapia, membre du Conseil Royal Suprême de Castille et mécène de Cervantes.

## Culture

### Monuments
Église paroissiale San Pedro
L'église paroissiale San Pedro a été construite en 1624. Il existe un document écrit en latin, datant de l'an 1618, qui atteste la construction de la base de l'église, composée de « pierres de la région, de liant solidifié et armée de fonte ». Le saint titulaire de l'église est San Pedro Apóstol (saint Pierre l'apostolique) et le patron San José. L'église qui fait partie du diocèse de Cordoue, a été profondément rénovée en 1778, ce qui couta 18 000 réals espagnol.
Ermitage de la Vierge Gracia
Située au parc du même nom, l'ermitage a beaucoup souffert au cours des années, et a subi de nombreuses transformations. Déplacé, il était par le passé, située proche de la rue principale de la ville.
Lavoir
Construit en pierre de taille du pays, le lavoir était le rendez-vous des lavandières.

### Festivités
- Entre le 12 et le 14 juin la ville fête le saint patron San Antonio
- Le 12 octobre une grande fête se déroule en l'honneur de la vierge del Pilar

### Gastronomie
La cuisine de Villanueva de Tapia, est une cuisine traditionnelle et authentique, basée sur des produits locaux. On trouve de nombreux plats à base de poivrons et tomates, ainsi que le plat national andalou, le Gaspacho.